# Camille Wright
Camille Wright Thompson (New Albany, 5 marzo 1955) è un'ex nuotatrice statunitense.

## Carriera
Ha fatto parte della staffetta che ha vinto la medaglia d'argento nella 4x100m misti alle Olimpiadi di Montréal 1976.

## Palmarès
- Giochi olimpici estivi

Montréal 1976: argento nella 4x100m misti.
- Mondiali

Belgrado 1973: argento nella 4x100m misti e bronzo nei 100m farfalla.
- Giochi Panamericani

Città del Messico 1975: oro nei 100m e 200m farfalla e nella 4x100m misti.